# Майдан (Архангельская область)
Майдан — хутор в Устьянском районе Архангельской области.

## География
Находится в южной части Архангельской области на расстоянии приблизительно 74 км на северо-восток по прямой от административного центра района поселка Октябрьский на правобережье реки Устья.

## История
Был отмечен в 1939 году в составе Бритвинского сельсовета Черевковского района. До 2022 года хутор входил в Череновское сельское поселение до его упразднения.

## Население
Численность населения: 3 человека (русские 100 %) в 2002 году, 2 в 2010.